# زیردریایی یو-۳۰۶
زیردریایی یو-۳۰۶ (به انگلیسی: German submarine U-306) یک زیردریایی بود که طول آن ۶۷٫۱ متر (۲۲۰ فوت ۲ اینچ) بود. این زیردریایی در سال ۱۹۴۲ ساخته شد.